# Centro de ferro-enxofre
Centros de ferro-enxofre são agregações de centros de ferro e sulfeto. Os centros de Fe-S são mais discutidos no contexto do papel biológico das proteínas de ferro-enxofre.
Muitos centros de Fe-S são conhecidos na área de química organometálica e como percursores de análogos sintéticos dos centros biológicos (ver figura).

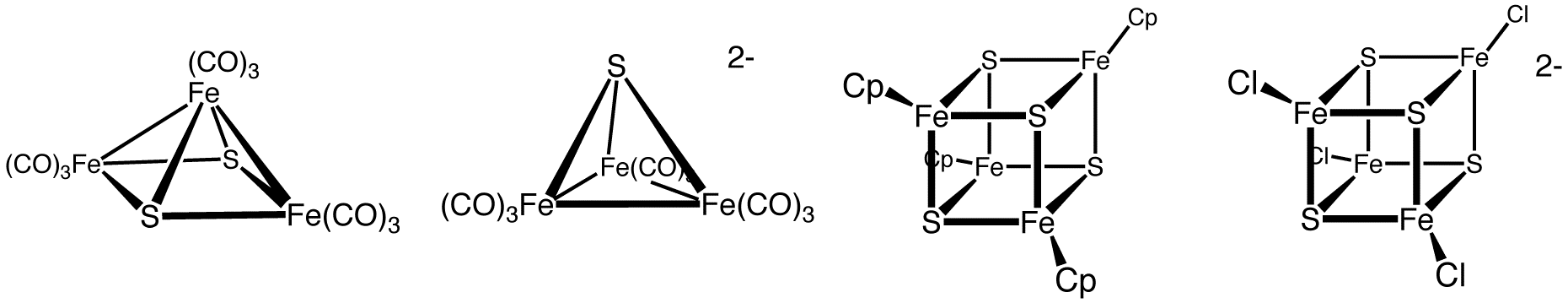
Figura. Centros sintéticos de Fe-S. Da esquerda para a direita: Fe_{3}S_{2}(CO)_{9}, [Fe_{3}S(CO)_{9}]^{2-}, (C_{5}H_{5})_{4}Fe_{4}S_{4}, and [Fe_{4}S_{4}Cl_{4}]^{2-}.